# Ибрагим-бей I Джандарид
Гиясуддин Ибрагим-бей I Джандарид (осман. غياث الدين ابراهيم‎, тур. Gıyaseddin İbrahim Bey; — ум. не ранее 1345) — правитель бейлика Джандарогуллары со столицей в Кастамону. Отцом Ибрагима был Сулейман-бей I, существенно расширивший территорию бейлика. С 1322 года по примерно 1340 год Ибрагим правил частью бейлика с центром в Синопе. Затем, сместив отца, он правил всем бейликом до 1345. Обстоятельства, при которых его сменил его брат Адиль, неизвестны.

## Биография
Ибрагим был старшим сыном правителя бейлика Джандаридов, Сулеймана-бея I. Имя матери Ибрагима неизвестно, но она скончалась в 1332 году, через 4 дня после прибытия в Синоп Ибн Батуты. По словам путешественника: «Бей [Сулейман] следовал за гробом без накидки и пешком. Среди жителей этого района траур длился сорок дней, накрывали столы каждый день, так было сделано и на этот раз».
Первое упоминание об Ибрагиме относится к 1322 году. В этом году умер Гази Челеби, правитель соседнего бейлика Перванэогуллары со столицей в Синопе. Сулейман I присоединил Синоп к своему бейлику и доверил старшему сыну управление городом. По словам Ибн Баттуты употребление гашиша было довольно распространённым явлением в Синопе (как и во всей Анатолии), Ибрагим-бей также его употреблял. Ибн Баттута писал, что, проходя мимо мечети Синопа, он увидел, как слуги подносили хозяевам нечто, похожее на хну. Сопровождавшие Ибн Баттуту местные жители сказали ему, что это конопля.
Кроме Ибрагима и Али, управлявшего Сафранболу, у Сулеймана был третий любимый сын Чобан. Сулейман планировал передать ему Кастамону и сделать своим наследником не старшего сына, а Чобана. Ибрагим возмутился этим, в 1339 году восстал против отца и изгнал его из Кастамону. Сулейман I умер в Синопе в 1340 или 1341 году. Что стало с Чобаном, неизвестно.
О правлении Ибрагима известно мало. Генуэзцы часто нападали на Синоп. В 1340 или 1341 году произошло сражение между кораблями Ибрагима и венецианско-генуэзским флотом. Виллани писал, что «двенадцать генуэзских галер <…> столкнулись в Великом море за Константинополем с турецким флотом.<…> Генуэзцы храбро напали на них и обратили в бегство. Погибло и утонуло в море более шести тысяч турок, генуэзцы захватили много денег и имущества». На самом деле события развивались несколько иначе: 12 генуэзских судов были захвачены пиратами синопского бея. Захватив корабли с их грузом, флот бея Синопа ожидал конвой из Таны, чтобы ограбить и его. В это время генуэзский адмирал Симон де Куарто прибыл в Чёрное море с семью галерами с грузами. Он не стал сражаться с синопским беем сразу. Чтобы справиться с ним ему пришлось предпринять дополнительные меры. Он разгрузился в порту Каффы, подготовил галеры и добавил к эскадре ещё двадцать меньших судов из Каффы. Лишь затем он сразился с флотом из Синопа, потопил десять судов, забрал их добычу и убил их экипажи. Виллани оценивал число «турецких» судов как 150, флот Ибрагима представлял, как видно из этой истории, серьёзную опасность для мореплавателей в Чёрном море.
Лакабом Ибрагима был «Гияс эд-Дунья ве’д-дин», он использовал титулы «эмир» и «султан» и стал независимым от ильханов, как указано в его дарственном документе от 1344/45 года. Примерно в 1345 году двоюродный брат Ибрагима Адиль бен Якуп сменил его, возможно, сместив. Сведений о том, как и когда Ибрагим умер нет. Считается, что он был похоронен в тюрбе Джандарогуллары в северо-восточном углу внутреннего двора мечети Алаэддина в Синопе.
Согласно надписи на мечети во внутреннем замке Синопа, возведённой в 1213 году султаном Иззеддином Кей-Кавусом, Ибрагим перестроил её в 1341 году.